# Maurice Roche (4e baron Fermoy)
Pour les articles homonymes, voir Roche (homonymie).
Edmund Maurice Burke Roche, 4e baron Fermoy (15 mai 1885 - 8 juillet 1955) est un homme politique du Parti conservateur britannique qui détenait un titre dans la pairie d'Irlande. Il est le grand-père maternel de Diana, princesse de Galles.

## Biographie
Roche est né le 15 mai 1885 à Chelsea, Londres, l'aîné des jumeaux de l'hon. James Roche, 3e baron Fermoy (en) (titré en septembre 1920) et de son épouse américaine, Frances Ellen Work. Les Roche se séparent en décembre 1886, James Roche acceptant de céder la garde de ses fils au père de sa femme, le courtier multimillionnaire Frank Work, en échange du paiement des dettes de Roche par Work.
Il fait ses études à l'Université Harvard et obtient son diplôme en 1909. Comme condition de succession à leur héritage maternel, Frank Work stipule que Maurice et son frère jumeau Francis prendront et conserveront le nom « Work » à la place du nom « Roche » et ne devront pas voyager en Europe ni épouser une Européenne. Maurice ignora ces contraintes. Il retourne en Angleterre, lorsqu'il hérite de la pairie irlandaise de son père, à la mort de celui-ci, en octobre 1920 . Il est un citoyen américain naturalisé, mais reprend la nationalité britannique après son accession au titre.
Il loue Park House à Sandringham, Norfolk, à la famille royale. À l'élection générale de 1924, il est élu à King's Lynn, occupant le siège jusqu'à ce qu'il se retire aux élections générales de 1935. Il est également élu Maire de la ville de King's Lynn en 1931.
Lord Fermoy rejoint la Royal Air Force en 1939 au début de la Seconde Guerre mondiale, mais lorsque le titulaire député de Lynn King est tué en service actif en 1943, il se présente à l'élection partielle. Il se retire de la politique lorsque le Parlement est dissous pour les élections générales de 1945.
Lord Fermoy est membre du groupe de chasse organisé par le roi George VI le 5 février 1952, à Sandringham, qui est la dernière journée du roi en vie .
Lord Fermoy perdit connaissance dans un magasin à King's Lynn (Norfolk) en juin 1955 et décéda trois semaines plus tard . Il est remplacé à la pairie par son fils unique.
Sa vie fait l'objet d'un livre intitulé Lilac Days, de Gavan Naden et Maxine Riddington, qui affirme qu'il a eu une longue liaison d'une trentaine d'années avec une Américaine, nommée Edith Travis.

## Mariage et enfants
Le 17 septembre 1931, Lord Fermoy épouse Ruth Sylvia Gill (titrée dame commandeur de l'Ordre royal de Victoria en 1979), la plus jeune fille du colonel William Gill, à St. Devenick's, Bieldside, Aberdeenshire, et ils ont trois enfants :
- Mary Cynthia Roche (1934-2023), mariée (1) à Anthony Berry (divorcé en 1966), (2) Denis Geoghegan (divorcé en 1980), (3) Michael Gunningham (divorcé en 1989)
- Frances Burke Roche (1936-2004), mariée (1) Edward Spencer (divorcé en 1969), (2) Peter Shand Kydd (divorcé en 1990)
- Edmund Roche, 5e baron Fermoy (1939-1984), épouse Lavinia Pitman